# Krzysztof Garbaczewski
Krzysztof Garbaczewski (ur. 24 lutego 1983 w Białymstoku) – polski reżyser teatralny, scenograf i autor adaptacji. Tworzy interdyscyplinarne spektakle, teatralne instalacje łączące performance, sztuki wizualne i muzykę.

## Życiorys
Ukończył studia na Wydziale Reżyserii Dramatu krakowskiej Państwowej Wyższej Szkole Teatralnej im. Ludwika Solskiego. Studiował m.in. pod okiem Krystiana Lupy. Asystował mu przy Factory 2 w Starym Teatrze w Krakowie. Zadebiutował w 2008 r. adaptacją Chóru sportowego Elfriede Jelinek w Teatrze Dramatycznym w Opolu. Rok później wystawił tam Odyseję według Homera, współpracując po raz pierwszy z Marcinem Cecko. W Teatrze Dramatycznym w Wałbrzychu zrealizował Opętanych (2008) Witolda Gombrowicza, do którego dzieł będzie stale powracał. W Teatrze Polskim we Wrocławiu pokazał na scenie Nirvanę na podstawie Tybetańskiej Księgi Umarłych (2009), a także Biesy Fiodora Dostojewskiego (2010). Sztuka teatru służy reżyserowi do poruszania tematów egzystencjalnych, pytania o istotę współczesnego człowieczeństwa, doświadczania stanów granicznych. W Nirvanie głównym tematem była śmierć i różne formy umierania, w Odysei i Biesach kondycja człowieka w ponowoczesnym świecie.
W 2010 r. przygotował Gwiazdę śmierci Marcina Cecko nawiązującą do kosmicznej sagi stworzonej przez George’a Lucasa (Teatr Dramatyczny w Wałbrzychu). Spektakl odbywał się w gmachu miejscowego kina Zorza, gdzie reżyser po raz pierwszy na dużą skalę zastosował live streaming. Obraz z minikamer transmitowany był na wielki ekran postawiony przed publicznością. Widzowie na żywo oglądali działania aktorskie umiejscowione w różnych lokalizacjach.
W Nowym Teatrem w Warszawie Krzysztof Garbaczewski zrealizował szeroko dyskutowane Życie seksualne dzikich (2011), oparte na jednym z pionierskich dzieł antropologicznych XX wieku - pracy Bronisława Malinowskiego. Spektakl o alinearnej konstrukcji i synkretycznej stylistyce przemawiał do wrażliwości kształtowanej przez współczesne narzędzia komunikacji: telefony komórkowe i internet. Twórcy postawili pytanie o status „dzikiego” w ponowoczesnej rzeczywistości, tworząc wizję możliwego społeczeństwa przyszłości. W spektaklu uwagę zwracała przestrzeń, w której umiejscowiono instalację Czarna wyspa autorstwa Aleksandry Wasilkowskiej. Uzupełnieniem spektaklu był projekt Dzicy (2011) przygotowany w warszawskim Centrum Sztuki Współczesnej.
Rok później reżyser powrócił do Teatru Dramatycznego w Opolu, gdzie opowiedział Iwonę, księżniczkę Burgunda Gombrowicza (2012), odwołując się do konwencji filmu grozy. Spektakl z nagrodzoną rolą Pawła Smagały (Książę Filip) dostępny był widzom za pośrednictwem kamer, które poruszały się wewnątrz wzniesionego na scenie labiryntu papierowych ścian. Obraz na ekranie stanowił iluzyjny kolaż klisz i cytatów filmowych, montowany na żywo ze ścieżką dźwiękową autorstwa Marcina Cecko. Nowatorska forma i realizacja zapewniły Iwonie... dwie statuetki (za najlepszą scenografię i najlepsze efekty wizualne) na Międzynarodowym Festiwalu Boska Komedia w Krakowie, a także Grand Prix 38. Opolskich Konfrontacji Teatralnych Klasyka Polska. 
W 2013 r. reżyser zrealizował zamysł stworzenia polskiej trylogii. Spektakle skupiały się na tematach ważnych dla współczesnej polskiej tożsamości. W poznańskim Teatrze Polskim wystawił Balladynę Marcina Cecko z docenioną rolą tytułową Justyny Wasilewskiej. Spektakl wzbudził kontrowersje, m.in. za występ performerskiego tandemu cipedRAPskuad w drugiej części spektaklu. Dosadne i wulgarne teksty raperek wprowadziły na polską scenę teatralną radykalny dyskurs feministyczny.
W Starym Teatrze w Krakowie Garbaczewski pokazał Poczet królów polskich autorstwa czworga dramaturgów: Agnieszki Jakimiak, Szczepana Orłowskiego, Marcina Cecko i Sigismunda Mrexa. Za scenografię, przekaz wideo i reżyserię świateł odpowiadał Robert Mleczko. Spektakl rozliczał się z historią, ukazując ją jako zbiór cytatów, fantazji i apokryfów. Narracje i mity narodowe ukazywał jako teren manipulacji. Centralną postacią przedstawienia jest Hans Frank (Krzysztof Zarzecki), hitlerowski naczelnik Generalnego Gubernatorstwa. Garbaczewski podążył za intuicją Konrada Swinarskiego, który chciał zrealizować podobny pomysł w duchu Akropolis Wyspiańskiego. Spektaklowi zarzucano dezynwolturę i naśmiewanie się z narodowych świętości. W proscenium wbito miniaturowy papierowy samolot.
Trylogię zamknęło Kamienne niebo zamiast gwiazd Marcina Cecko z muzyką Julii Marcell. Spektakl powstał z okazji obchodów 69. rocznicy wybuchu walk powstańczych w Warszawie w koprodukcji Muzeum Powstania Warszawskiego z Nowym Teatrem. Twórcy z pomocą nawiązania do Boskiej komedii Dantego i popkulturowego motywu zombie wskazali na opresyjność nowoczesnych „instytucji pamięci” i oderwanie ich obrazów od prawdziwej historii. Część krytyki odczytała spektakl jako dzieło autonomiczne wobec dominującej narracji muzealnej. Spektaklowi zarzucano jednakże „zabijanie pamięci o powstaniu”. Za kostiumy odpowiadała stała współpracowniczka Krzysztofa Garbaczewskiego, Svenja Gassen.

## Ważniejsze realizacje
- Burza William Shakespeare w Teatrze Polskim we Wrocławiu (2015)[18]
- Zwycięstwo nad słońcem i "Solarize" Adama Szpindlera i Marcina Cecko w Operze Narodowej w Warszawie (premiera 26 kwietnia 2014)
- Caligula Alberta Camus w Schauspiel Stuttgart (premiera 15 marca 2014)
- Kronos Witolda Gombrowicza w Teatrze Polskim we Wrocławiu (premiera 15 grudnia 2013)
- Kamienne niebo zamiast gwiazd Marcina Cecko w Muzeum Powstania Warszawskiego/Nowym Teatrze w Warszawie (premiera 1 sierpnia 2013)
- Poczet królów Polskich w Starym Teatrze im. Heleny Modrzejewskiej w Krakowie (premiera 23 marca 2013)
- Balladyna Marcina Cecko w Teatrze Polskim w Poznaniu (prapremiera 25 stycznia 2013)
- Everyman Jack of You i Forgiveness Erika Ehna w Teatrze La MaMa w Nowym Jorku w ramach projektu Soulographie[19] (2012)
- Iwona, księżniczka Burgunda Witolda Gombrowicza w Teatrze Dramatycznym im. Jana Kochanowskiego w Opolu (premiera 15 kwietnia 2012)
- Życie seksualne dzikich Marcina Cecko w Nowym Teatrze w Warszawie (premiera 14 kwietnia 2011)
- Gwiazda Śmierci Marcina Cecko w Teatrze Dramatycznym im. Jerzego Szaniawskiego w Wałbrzychu (premiera 25 września 2010)
- Biesy Fiodora Dostojewskiego w Teatrze Polskim we Wrocławiu (premiera 17 czerwca 2010)
- Odyseja Marcina Cecko według Homera w Teatrze Dramatycznym im. Jana Kochanowskiego w Opolu (premiera 15 listopada 2009)
- Nirvana na podstawie Tybetańskiej Księgi Umarłych w Teatrze Polskim we Wrocławiu (prapremiera polska 6 marca 2009)
- Opętani Witolda Gombrowicza w Teatrze Dramatycznym im. Jerzego Szaniawskiego w Wałbrzychu (premiera 21 listopada 2008)
- Chór sportowy Elfriede Jelinek w Teatrze im. Kochanowskiego w Opolu (2008)

## Nagrody
- 2009: Warszawa - 4. Ogólnopolski Konkurs na Teatralną Inscenizację Dawnych Dzieł Literatury Europejskiej - wyróżnionie za Opętanych z Teatru Dramatycznego im. Jerzego Szaniawskiego w Wałbrzychu
- 2009: Opole - 34. Opolskie Konfrontacje Teatralne Klasyka Polska - nagroda za reżyserię Opętanych z Teatru Dramatycznego im. Jerzego Szaniawskiego w Wałbrzychu
- 2010: Koszalin - Koszalińskie Konfrontacje Młodych m-teatr - główna nagroda za Odyseję z Teatru Dramatycznego im. Jana Kochanowskiego w Opolu
- 2010: Warszawa - konkurs Talenty Trójki organizowany przez program trzeci Polskiego Radia - nagroda w kategorii Teatr
- 2010: Kraków - 3. Międzynarodowy Festiwal Teatralny Boska Komedia - nagroda za najlepszą reżyserię i za najlepszą scenografię (razem z Anną Marią Karczmarską) za Odyseję z Teatru Dramatycznego im. Jana Kochanowskiego w Opolu
- 2011: Warszawa - Paszport POLITYKI za nieoczywiste operowanie materią sceniczną, za zmysł przygody, improwizacji, zespołowości. Za ambicję badania przy pomocy teatru form i granic człowieczeństwa w dobie rozwoju technologii i mediów
- 2012: Warszawa - 18. Ogólnopolski Konkurs na Wystawienie Polskiej Sztuki Współczesnej - wyróżnienie za Życie seksualne dzikich z Nowego Teatru w Warszawie
- 2012: Kraków - 5. Międzynarodowy Festiwal Teatralny Boska Komedia - nagroda za scenografię i opracowanie wizualne Iwony, księżniczki Burgunda z Teatru Dramatycznego im. Jana Kochanowskiego w Opolu
- 2013: Opole - 38. Opolskie Konfrontacje Teatralne Klasyka Polska 2013 - Grand Prix za Iwonę, księżniczkę Burgunda z Teatrze Dramatycznym im. Jana Kochanowskiego w Opolu
- 2013: Brześć (Białoruś) - 18. Międzynarodowy Festiwal Teatralny "Biała Wieża" - nagroda za najlepszy eksperyment teatralny (Лучший театральный эксперимент)[20]